# Rick Stoner
El Coronel Richard "Rick" Stoner es un agente secreto de ficción en Marvel Comics. El personaje, creado por Barry Dutter y M.C. Wyman, apareció por primera vez en Fury # 1 (mayo de 1994). Es notable por ser el primer director ejecutivo conocido de S.H.I.E.L.D.
Rick Stoner es interpretado por Patrick Warburton, en la serie de televisión Marvel Cinematic Universe, Agents of S.H.I.E.L.D., en la quinta y séptima temporada.

## Biografía ficticia
Rick Stoner fue un hombre duro que siempre se atuvo a las reglas y mostró mucho desdén hacia sus compañeros soldados de la Segunda Guerra Mundial, específicamente Nick Fury, con quien tuvo una relación de amor y odio. Junto con James "Logan" Howlett trabajó en la C.I.A. y luchó contra Hydra. Finalmente, a Stoner se le ofreció el puesto de Director del entonces S.H.I.E.L.D. recién formado. Al mirar los expedientes de Fury y los Comandos Aulladores, se dijo a sí mismo "estos payasos nunca se convertirán en agentes de S.H.I.E.L.D. mientras yo sea el director". Su condición de director es de corta duración ya que, mientras trataba de descubrir a un traidor de S.H.I.E.L.D., fue asesinado por Hydra.
Esto resultó ser un encubrimiento ya que Stoner fue rechazado y abandonado por S.H.I.E.L.D. A partir de entonces, planeó venganza contra la agencia y contra Fury por tomar su trabajo. Ahora bajo el nombre en clave de Ángel Caído, planeaba usar un proyecto para manipular la realidad. Stoner y Fury tienen una batalla por el proyecto, terminando atrapados en un universo de bolsillo. Fury finalmente prevalece y Stoner es asesinado.

## En otros medios
Una versión de Rick Stoner aparece en la quinta temporada de Agents of S.H.I.E.L.D., interpretado por Patrick Warburton. Esta versión es un general. Aparece por primera vez en el episodio "Todas las comodidades del hogar", como un mensaje de saludo holográfico pregrabado para una versión deshabitada del Faro. El mensaje fue filmado en la década de 1970, y se le presenta con una actitud muy jovial. En el episodio "Opción dos", se revela que Stoner había equipado el Faro para cada tipo posible de escenario apocalíptico. Coulson, sin saberlo, activa la opción nuclear causando que el Faro comience un protocolo de encierro. Después de que Glenn Talbot, alimentado por Gravitonium, derrota a los guerreros Remorath y lleve a Coulson a enfrentarse a Qovas, aparece nuevamente el mensaje holográfico de Rick Stoner, que afirma que la atmósfera ha vuelto a la normalidad, terminando el protocolo nuclear. Aparece físicamente en el episodio de la séptima temporada, "A Trout in the Milk" cuando los agentes viajan a la década de 1970. Se da una idea cuando un Daniel Sousa desplazado en el tiempo lo identifica como "Little Ricky", un agente junior que "no podía distinguir la diferencia entre un clip y un mag". Debido a la influencia de los Chronicoms en la década de 1950, Stoner, sin saberlo, aprueba una trama de Hydra identificada como Proyecto Insight (como se ve en Captain America: The Winter Soldier), haciendo el plan varias décadas antes que cuando se suponía que debía lanzarse. Debido a que los Chronicoms acortaron la ventana de tiempo, los agentes avanzan tres años para detener el lanzamiento. Phil Coulson y Melinda May, haciéndose pasar por Patrick Kutik y Chastity McBryde, respectivamente, se enfrentan a Stoner e intentan advertirle sobre el complot que tienen los Chronicoms. May ve que Stoner no les cree y lo noquea. Stoner eventualmente les cree después de que dos Chronicoms intentaran robarle la cara y se une a May para eliminar a los Chronicoms restantes y mata a su líder Luke, antes de separarse de los futuros agentes de S.H.I.E.L.D. en buenos términos.